# Kamimashiki-gun (Kumamoto)

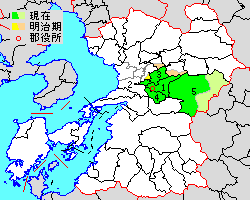

Kamimashiki (jap. 上益城郡, -gun) ist ein Landkreis in der Präfektur Kumamoto, Japan. Im Jahre 2003 hatte er eine Fläche von 784,03 km² und 85.809 Einwohner.

## Gemeinden
- Kashima
- Kosa
- Mashiki
- Mifune
- Yamato

Koordinaten: 32° 44′ N, 130° 52′ O